# Roger Blank
Roger Blank (New York, 19 december 1938) is een Amerikaanse jazzdrummer en -percussionist.

## Biografie
Blank speelde vanaf 1964 in het Sun Ra Arkestra en is o.a. te horen op de platen Other Plane of There en The Heliocentric Worlds of Sun Ra. Verder werkte hij tijdens deze periode o.a. ook met Archie Shepp, Walt Dickerson, Pharoah Sanders, Ed Blackwell en Albert Ayler en begin jaren 1970 ook met Earl Cross, het Jazz Composer's Orchestra en het Melodic Art Tentet (met o.a. Charles Brackeen, Ahmed Abdullah, William Parker en Ronnie Boykins), verder in het trio van Andrew Hill met Richard Davis (Nefertiti, 1976), met Frank Foster en Jimmy Lyons (Push Pull, HatHut Records, 1979). De laatste opnamen ontstonden in 1992 in de formatie Azanyah. Op het gebied van de jazz was hij tussen 1964 en 1992 betrokken bij 21 opnamesessies. 

## Privéleven
Blank woonde in latere jaren met zijn familie in het stadsdeel Williamsburg van Brooklyn, waar hij ook onderwees. 

## Discografie
- 1965: Walt Dickerson Quartet: Impressions of a Patch of Blue (MGM Records)
- 1961-65: Cecil Taylor / Charles Tolliver / Grachan Moncur III / Archie Shepp: The New Breed (Impulse! Records, ed. 1978)
- 1967: Pharoah Sanders: Tauhid (Impulse! Records)
- 1974: Leroy Jenkins & the Jazz Composer's Orchestra: For Players Only (JCOA)
- 1974: Melodic Art-Tet (NoBusiness Records, ed. 2013)

- Gemeinsame Normdatei: 134610407
- International Standard Name Identifier: 0000 0000 5553 5273
- Library of Congress Control Number: n80147116
- MusicBrainz: 94fd701b-fb1c-4ca9-8271-fab0ef975092
- Virtual International Authority File: 62855296
- WorldCat: E39PBJwCYjfhqPdkKXqj3XmGHC